# Tiny Tina’s Wonderlands
Tiny Tina's Wonderlands ist ein Action-Rollenspiel-Ego-Shooter-Videospiel, das von Gearbox Software entwickelt und von 2K veröffentlicht wurde. Als Spin-Off der Borderlands-Serie und Fortsetzung von Tiny Tina's Assault on Dragon Keep spielt das Spiel in der Welt eines Fantasy-Tabletop-Rollenspiels. Das Spiel wurde im März 2022 für Microsoft Windows, PlayStation 4, PlayStation 5, Xbox One und Xbox Series X/S veröffentlicht.

## Spielprinzip
Ähnlich wie seine Vorgänger ist das Spiel ein Ego-Shooter mit Elementen eines Action-Rollenspiels. Das Spiel kann allein oder mit bis zu drei anderen Spielern im Online- oder lokalen Split-Screen-Multiplayer gespielt werden. Das Spiel ist in der Welt eines Fantasy-Tischrollenspiels angesiedelt und verfügt über eine Oberwelt, die von den spielbaren Charakteren genutzt wird, um die verschiedenen Schauplätze des Spiels zu bereisen. Es gibt zufällige Kampfbegegnungen und Quests, die nur in der Oberwelt abgeschlossen werden können.
Tiny Tina's Wonderlands baut auf den Standards der Borderlands-Franchise auf, unterscheidet sich aber auch in einigen wichtigen Aspekten. Was die Charaktere selbst anbelangt, so spielen die Spieler als ein maßgeschneiderter Charakter, der mit dem Charaktererstellungssystem des Spiels erstellt wird. Das Spiel bietet sechs verschiedene Charakterklassen, und zum ersten Mal in der Serie können die Spieler diese Fähigkeiten für ihre Charaktere mischen und anpassen. Die spielbaren Avatare haben Werte, die mit „Heldenpunkten“ verbessert werden können. Den Spielern steht ein großes Arsenal an Waffen und Schusswaffen zur Verfügung, und zum ersten Mal in der Serie können die Spieler auch Nahkampfwaffen einsetzen. Das Spiel verfügt über das gleiche prozedural generierte Beutesystem wie die Borderlands-Reihe, das zahlreiche Kombinationen von Waffen und anderen Ausrüstungsgegenständen generieren kann. Das Spiel bietet auch neue Ausrüstungsgegenstände, mit denen der Spieler seine Stärke verbessern kann. Nahkampfwaffen haben ihren eigenen 5. Waffenslot, um den Spieler zu ermutigen, aus der Nähe zu kämpfen. Granaten, die ein Grundnahrungsmittel der Serie waren, wurden durch einen Zauberslot mit Abklingzeit ersetzt. Die Spieler können Zaubersprüche wirken, wie z. B. die Beschwörung von Meteoriten oder die Verwandlung von Gegnern in Schafe.
Nach Abschluss der Hauptkampagne schaltet der Spieler einen unendlichen Dungeonmodus frei, der als Chaoskammer bekannt ist. Jede Chaoskammer besteht aus sechs Ebenen und enthält zwei Endgegner. Die Kombination von Gegnern und Endgegnern wird vom Spiel nach dem Zufallsprinzip ausgewählt. Nach Abschluss eines jeden Levels erhält der Spieler Zugang zu einem Portal, das ihm zusätzliche Perks oder Kampfvorteile gewährt, oder „Flüche“, die seine Kampffähigkeiten beeinträchtigen. Die Boss-Charaktere lassen legendäre Waffen fallen, und die Spieler können auch Kristalle ausgeben, um zusätzliche Beute freizuschalten.

## Handlung
Die Kampagne spielt nach Tiny Tinas Angriff auf den Drachenturm in der Welt eines Fantasy-Tischrollenspiels namens „Bunkers & Badasses“. Tiny Tina (Ashly Burch) ist dessen Kerkermeisterin und kann die Welt des Spiels im Handumdrehen verändern.
Die Geschichte beginnt damit, dass Valentine (Andy Samberg), Frette (Wanda Sykes) und der Spieler, bekannt als Der Neue, dabei sind, den Drachenlord (Will Arnett) zu besiegen. Der Drachenlord setzt seine Magie ein, um Untote auferstehen zu lassen, wird aber aufgehalten. Der Drachenlord wird für Jahrhunderte gefangen gehalten, und das Spiel beginnt von neuem, diesmal mit dem Neuling. Man Wird von einer Bande von Skeletten und ihrem Anführer aufgehalten, der vorhat, den Drachenlord zu erwecken, der in eine in einem Kerker versteckte Gruft verbannt wurde. Obwohl sie den Anführer der Skelette besiegen, wird der Drachenlord erweckt und verschwindet.
Der Spieler wird beauftragt, den Ozean auf einem Schiff zu überqueren und den Drachenlord aufzuhalten, bevor er die Macht des Schwertes der Seelen nutzt.
Während des Spiels spricht der Drachenlord heimlich mit dem Spieler und offenbart, dass er genau weiß, dass Wonderlands nur ein Spiel ist. Außerdem verrät er, dass er vorhat, eine große Menge an Seelenenergie zu sammeln, um mit dem Seelenschwert Tinas Kontrolle über die Wunderländer zu brechen, da er sie für unsicher und schnell zornig hält. Bevor er die Furcht-Amide betritt, erzählt der Drachenlord dem Spieler seine Hintergrundgeschichte. Er war ursprünglich Tinas persönliche Figur, als sie zum ersten Mal in Bunkers and Badasses eingeführt wurde. Nachdem sie jedoch das Schwert der Seelen missbräuchlich benutzt hatte, um alles Böse auszulöschen, wurde ihr Charakter böse, was Tina verärgerte. Sie schwor sich, von nun an nur noch als Bunker Master zu spielen und schuf eine Welt, in der nur Helden gewinnen und der Drachenlord als wiederkehrender Bösewicht immer verliert. Als der Drachenlord erkannte, dass seine Taten nicht seine eigenen waren, schwor er Tina Rache.
Nachdem er die Furcht-Amide betreten und den Drachenlord besiegt hat, wird der Spieler von Tina, Valentine und Frette ermutigt, das Seelenschwert wieder unsachgemäß einzusetzen.

## Entwicklung
Tiny Tina's Wonderlands wurde von Gearbox Software mit Unterstützung von Lost Boys Interactive entwickelt. Laut Gearbox-Gründer Randy Pitchford plante das Studio seit Anfang der 2010er Jahre, einen Fantasy-Ableger der Serie zu veröffentlichen, und hatte in den Anfangstagen des Studios mehrere Fantasy-Projekte erfolglos bei Publishern eingereicht. Das Oberweltsystem des Spiels wurde von japanischen Rollenspielen wie der Final-Fantasy-Reihe inspiriert. Gearbox hat absichtlich fünf Karten entworfen, die nur über die Oberwelt zugänglich sind. Diese Karten verfügen über eigene Erzählstränge, die auch mit der Hauptgeschichte verbunden sind. Ashly Burch kehrte zurück, um ihre Stimme für Tiny Tina zur Verfügung zu stellen, während Andy Samberg, Will Arnett und Wanda Sykes andere Hauptfiguren im Spiel darstellten.
Trotz der Übernahme von Gearbox Software durch die Embracer Group im Jahr 2020 arbeitete das Studio weiterhin mit dem Serien-Publisher 2K Games zusammen.

## Rezeption
Tiny Tina's Wonderlands erhielt laut dem Bewertungsportal Metacritic „allgemein positive“ Bewertungen.
EGM kritisierte das bedeutungslose Belohnungssystem des Spiels, die fehlende Ähnlichkeit mit einem echten Tabletop-Rollenspiel und die Probleme mit der Lebensqualität, lobte aber die Anpassung der Gebäude und die fantastischen Unterklassen und behauptete, dass Tiny Tina's Wonderlands „...die beste FPS-Action in der Serie bisher“
teilzeithelden.de meint: „Trotz des sympathischen Settings mit passender Optik und frischen Charakterklassen kann und will Tiny Tina’s Wonderlands nicht verstecken, dass hier gewohnt Gutes für Fans der Borderlands-Reihe wartet.“
„Der Rettungswurf für die Borderlands-Reihe“ meint die Gamestar.
IGN merkte an, dass das Spiel sich zwar sicher anfühlt, aber dennoch über einen hervorragenden Schreibstil und eine hervorragende Sprachausgabe verfügt: „Der hervorragende Schreibstil, der zum Lachen ist, wird durch eine der stärksten Comedy-Besetzungen aller Spiele noch verstärkt.“
Splashgame findet: „In jedem Fall ist Tiny Tinas Wonderlands nach langer Zeit wieder ein großartiges Borderlands-Game.“
In Deutschland steht es auf Platz 18 der meistverkauften Spiele 2022. Und Platz 35 in der UK. Im Mai 2022 gab Take-Two Interactive bekannt, dass die Verkäufe von Tiny Tina's Wonderlands die Erwartungen des Verlags übertroffen hatten.